# N-univers
Les n-univers sont un outil conceptuel introduit par le philosophe Paul Franceschi. Il s'agit de modèles d'univers qui sont réduits à leurs éléments essentiels, de manière à faciliter le raisonnement. Dans les expériences de pensée liées aux paradoxes et aux problèmes philosophiques, les situations sont le plus souvent complexes et susceptibles de donner lieu à de multiples variations. Appliquant le rasoir d'Ockham, la modélisation dans les n-univers permet de réduire de telles situations à leurs éléments essentiels et de limiter ainsi la complexité de l'étude qui en résulte.
Les n-univers, introduits dans Franceschi (2001), dans le cadre de l'étude du paradoxe de Goodman, ont également été utilisés pour l'analyse des paradoxes liés à l'argument de l'apocalypse.
Dans la typologie des n-univers, il convient notamment de distinguer :
- selon qu'ils comportent des critères-constantes ou/et des critères-variables (espace, temps, couleur, forme, etc) ;
- selon qu'ils comportent un ou plusieurs objets ;
- selon qu'un critère donné est ou non à démultiplication ;
- selon que les objets sont en relation un-un ou plusieurs-un avec un critère donné.

Les n-univers procèdent d'une double inspiration : d'une part, en tant que système de critères, celle de Nelson Goodman et d'autre part, au niveau ontologique, celle du philosophe canadien John Leslie. 
Les n-univers se proposent également d'étendre les propriétés des espaces de probabilités classiques utilisés en théorie des probabilités (Franceschi 2006).

## Exemple

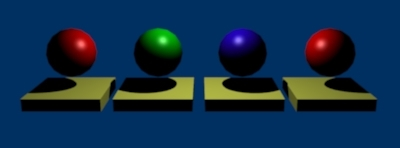
Une instance d'un n-univers à objets multiples, comportant une variable de couleur, une variable spatiale et une constante temporelle

Le n-univers représenté ci-contre présente les caractéristiques suivantes :
- il comporte 4 objets
- il possède un critère-constante de temps (une position temporelle unique), un critère-variable de localisation (4 positions spatiales) et un critère-variable de couleur (avec 3 taxons: rouge, bleu, vert)
- les objets sont en relation plusieurs-un avec la variable de couleur : plusieurs objets possèdent la même couleur
- les objets sont en relation plusieurs-un avec la constante de temps : plusieurs objets existent à la position temporelle unique
- les objets sont en relation un-un avec le critère spatial : un seul objet existe à une position spatiale donnée
- les objets ne sont pas à démultiplication par rapport au critère temporel: les objets n'existent qu'à une position temporelle unique